# Laevistrombus
Genre
Synonymes
- Strombus (Laevistrombus) Wenz, 1940

Laevistrombus est un genre de mollusques gastéropodes de la famille des Strombidae. 

## Liste des espèces
Selon World Register of Marine Species (25 septembre 2017) :
- Laevistrombus canarium (Linnaeus, 1758)
- Laevistrombus turturella (Röding, 1798)

## Galerie

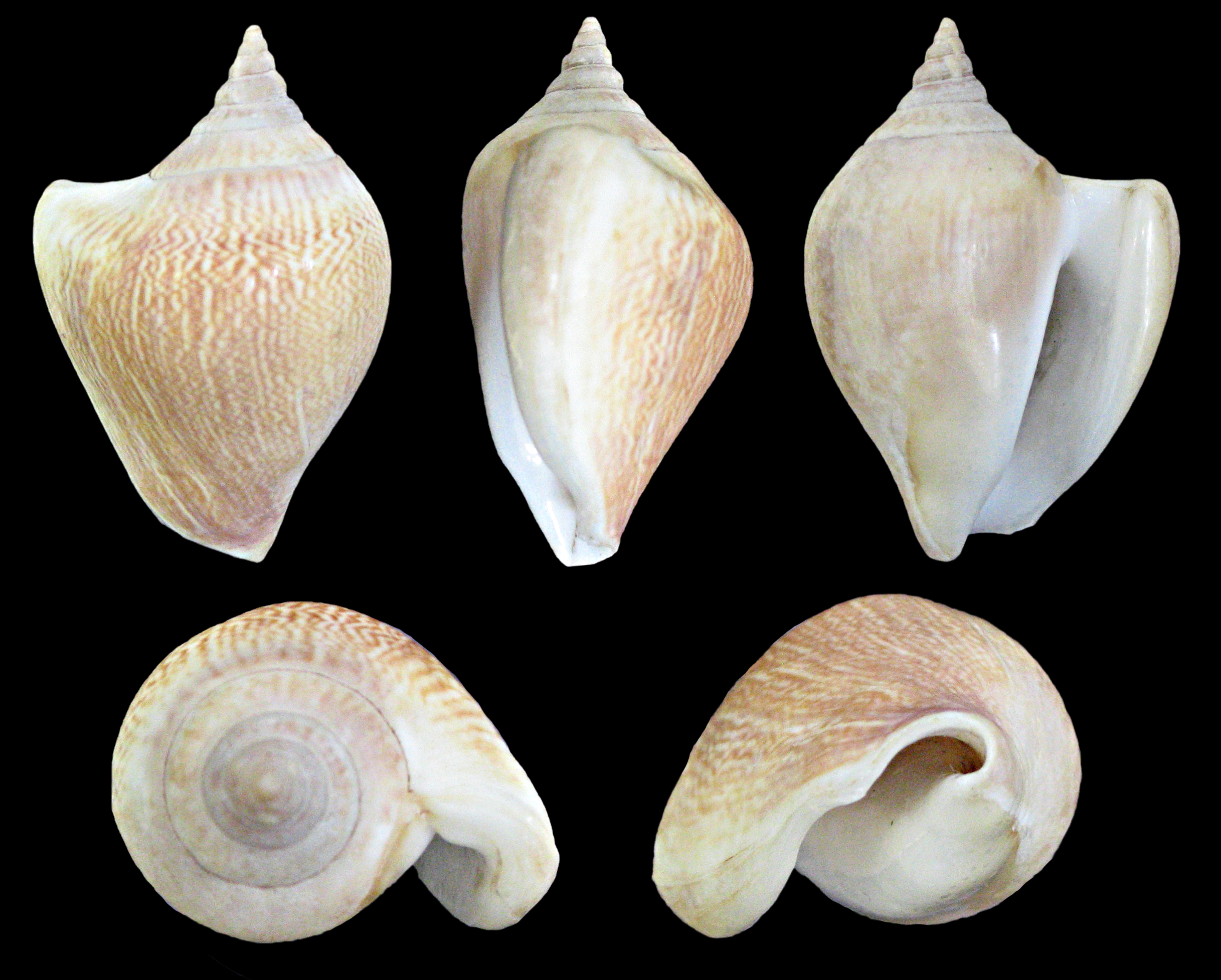
Laevistrombus canarium.
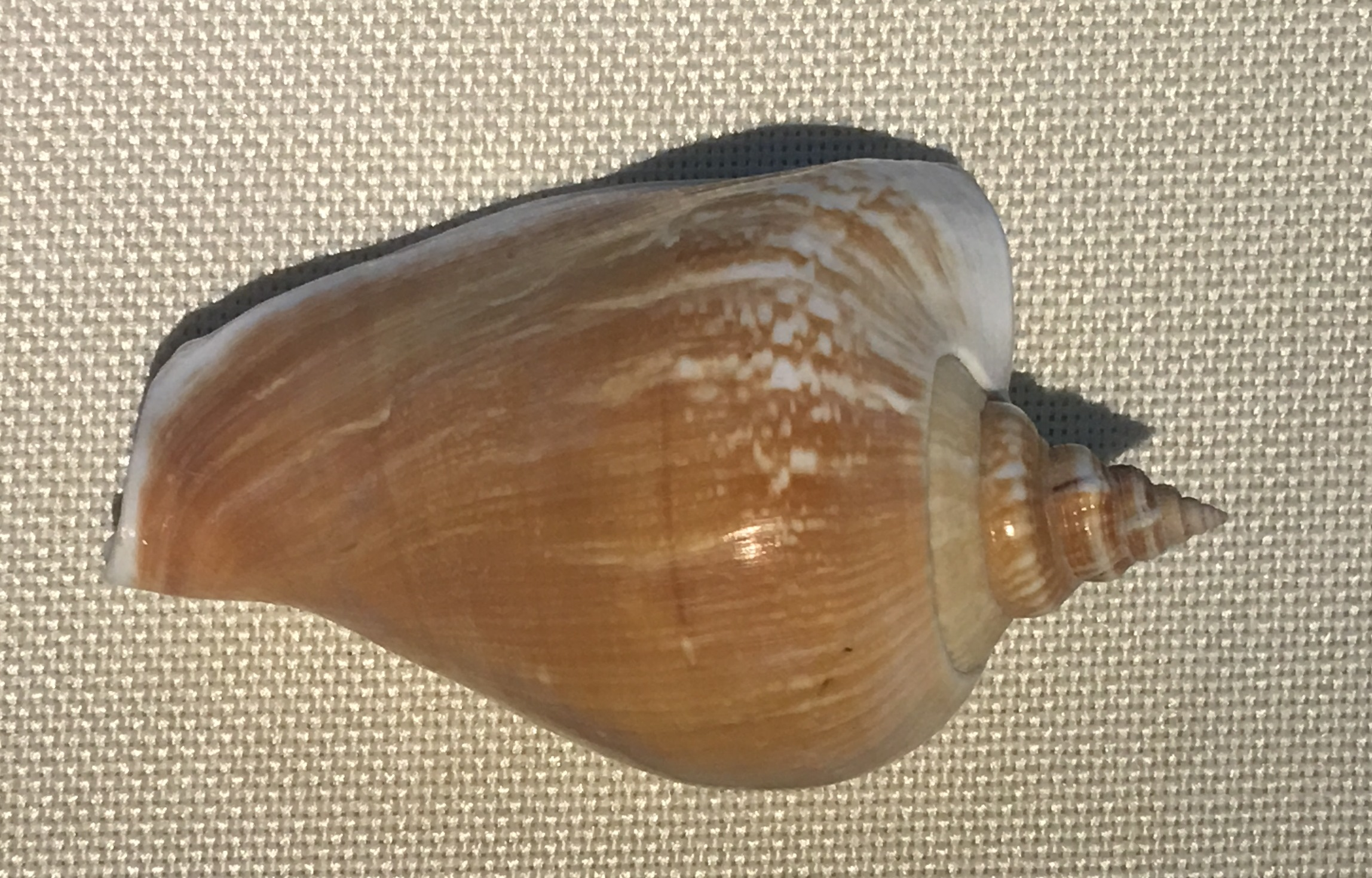
Laevistrombus turturella.